# Oberreidenbach
Oberreidenbach ist eine Ortsgemeinde im Landkreis Birkenfeld in Rheinland-Pfalz. Sie gehört der Verbandsgemeinde Herrstein-Rhaunen an.

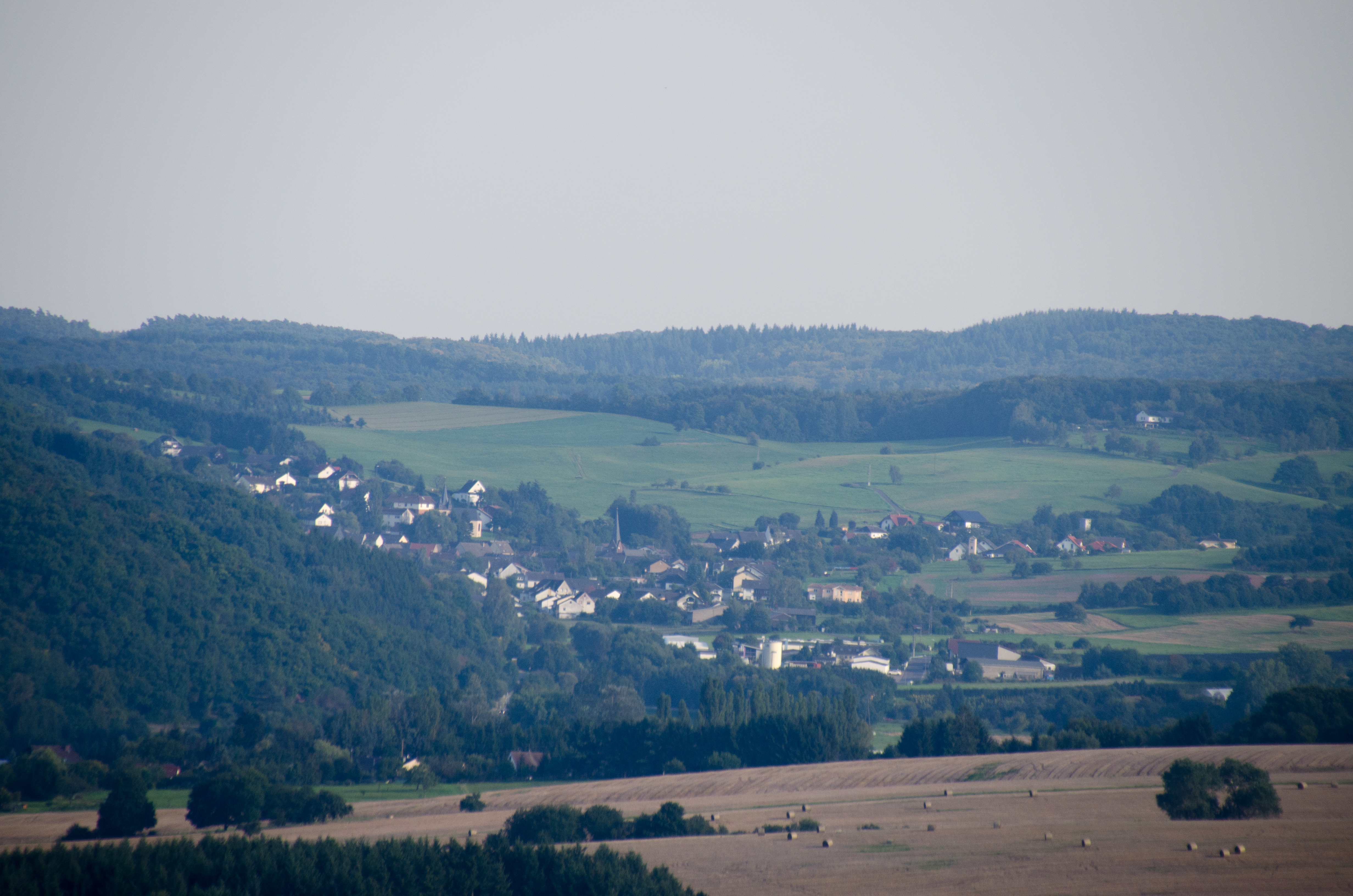
Oberreidenbach

## Geographie
Oberreidenbach liegt an der Bundesstraße 270, in einem Seitental der oberen Nahe, zwischen Pfalz und Hunsrück, direkt am Rande eines der größten Truppenübungsplätze Deutschlands, dem Truppenübungsplatz Baumholder, der seit Jahrzehnten überwiegend von der Bundeswehr und der US-Armee genutzt wird.
Zum 1. Januar 1994 wurde ein Teil des früheren Gutsbezirks Baumholder – ein Waldgebiet südlich der früheren Ortslage der 1937 aufgelösten Gemeinde Zaubach – in die Ortsgemeinde Oberreidenbach umgegliedert.
Die Gemeinde verfügt über eine Gemarkungsfläche von 1.093 ha, wovon 277 ha bewaldet sind und 412 ha vom Truppenübungsplatz belegt werden. Nachbargemeinden sind Mittelreidenbach, Schmidthachenbach und Sienhachenbach. Die nächstgrößeren Städte sind Idar-Oberstein, Bad Kreuznach und Kaiserslautern.

## Bevölkerungsentwicklung
Die Entwicklung der Einwohnerzahl von Oberreidenbach, die Werte von 1871 bis 1987 beruhen auf Volkszählungen:
| Jahr | Einwohner |
| 1815 | 325       |
| 1835 | 474       |
| 1871 | 563       |
| 1905 | 599       |
| 1939 | 589       |
| 1950 | 590       |

| Jahr | Einwohner |
| 1961 | 646       |
| 1970 | 682       |
| 1987 | 611       |
| 1997 | 618       |
| 2005 | 620       |
| 2023 | 596       |

## Politik

### Gemeinderat
Der Gemeinderat in Oberreidenbach besteht aus zwölf Ratsmitgliedern, die bei der Kommunalwahl am 9. Juni 2024 in einer Mehrheitswahl gewählt wurden, und der ehrenamtlichen Ortsbürgermeisterin als Vorsitzender.

### Bürgermeister
Margot Klaar wurde am 16. Juli 2024 Ortsbürgermeisterin von Oberreidenbach. Da bei der Direktwahl am 9. Juni 2024 kein Wahlvorschlag eingereicht wurde, oblag die Neuwahl des Bürgermeisters gemäß rheinland-pfälzischer Gemeindeordnung dem Rat, der sich auf seiner konstituierenden Sitzung für Margot Klaar entschied.
Ihre Vorgänger waren Stefan Becker (Amtszeit Juni 2019 bis Juli 2024), Peter Gleßner (1994 bis 2019) und zuvor Harald Schmell, der das Amt zehn Jahre ausübte.

## Kultur und Sehenswürdigkeiten
Der Ort verfügt über eine Vereinshalle mit Bühne, Ausschank und Nebenraum, eine Schutzhütte am Brockelberg mit Grillplatz, Wanderwege und einen Aussichtspunkt auf ca. 510 m ü. NHN.
Die Evangelische Kirche, erbaut nach Plänen von August Senz ist aus dem Jahre 1903, die katholische Kirche stammt vermutlich aus der Mitte des 13. Jahrhunderts und steht seit 1927 unter Denkmalschutz.
Regelmäßige Veranstaltungen:
| Maifest: | 1. Mai                     |
| Kirmes:  | Zweites Wochenende im Juni |

Siehe auch: Liste der Kulturdenkmäler in Oberreidenbach

## Wirtschaft und Infrastruktur
Oberreidenbach hat ein reges Vereinsleben: Fußball, Tischtennis, Turnen, Freiwillige Feuerwehr, Verschönerungsverein sowie Musikverein sind nur wenige Beispiele. Ein Gewerbegebiet mit Firmen aus dem Gebiet Maschinenbau, Gärtnerei, und Kfz-Handel runden das Ortsbild ab. Es gibt einen Haupterwerbslandwirt und drei Nebenerwerbslandwirte.
Die Grundschule Reidenbachtal und der Kinderspielplatz sowie der Sportplatz und das Kleinspielfeld mit Kunststoffbelag locken junge Familien in das Neubaugebiet „Auf dem Rain“.